# NGC 4581
NGC 4581 في الفهرس العام الجديد، هي مجرة، تقع في كوكبة العذراء. اكتشفت في 20 أبريل 1882 بواسطة إدوارد إس هولدن.

## روابط خارجية
- NGC 4581 على موقع ويكي سكاي: DSS2, SDSS, GALEX, IRAS, Hydrogen α, X-Ray, Astrophoto, Sky Map, Articles and images